# SKE48とちょっとそこまで
『SKE48とちょっとそこまで』（エスケーイーフォーティーエイトとちょっとそこまで）は、2021年7月6日から2024年6月25日まで東海テレビで毎週火曜21時54分から22時00分（日本標準時）に放送されていた、ミニ紀行番組である。

## 概要
2019年7月から2021年6月まで同枠で放送されていた『SKE48は君と歌いたい』の後継番組。SKE48のメンバーが東海3県各地で頑張る人に会いに行き、明日への活力を充電する大切な場所を教えてもらうミニ紀行番組である。放送後はLocipoで配信。

## 出演者
- SKE48
- 篠田愛純 - ナレーター（東海テレビアナウンサー）（2024年5月7日 - 6月25日）

### 過去の出演者
- 速水里彩 - ナレーター（東海テレビアナウンサー）（開始 - 2024年4月30日）

## 放送時間
- 火曜 21時54分 - 22時00分

## 放送日程

### 放送休止
- 2021年 - 12月28日
- 2022年 - 1月4日、4月5日、9月27日、11月22日
- 2023年 - 1月3日、4月4日、9月26日、10月3日
- 2024年 - 1月2日、4月2日